# Fasang Árpád (zongoraművész)

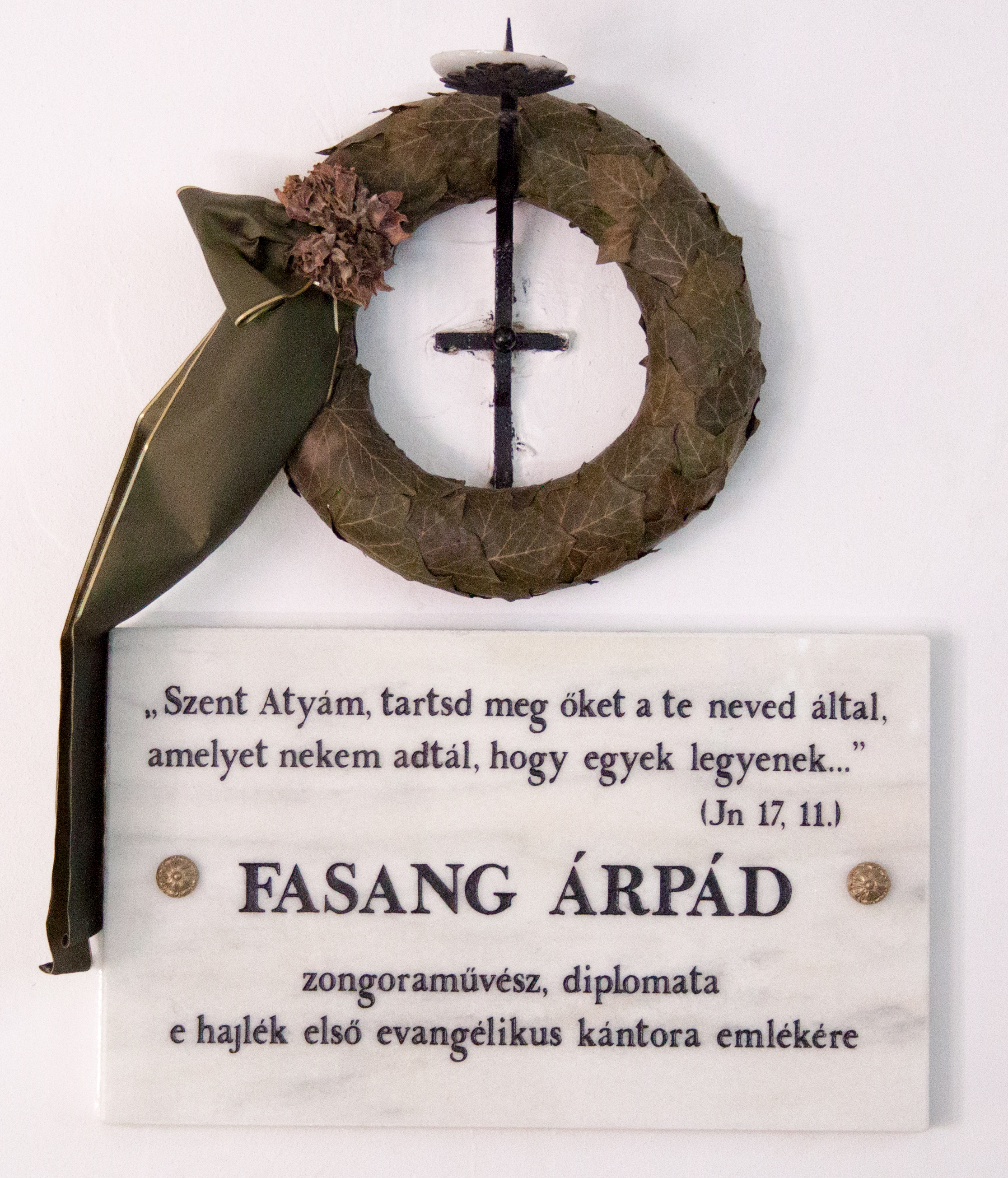
Fasang Árpád emléktáblája a galyatetői templomban

Fasang Árpád (Orosháza, 1942. december 9. – Budapest, 2008. február 19.) zongoraművész, kulturális diplomata, id. Fasang Árpád fia.

## Élete
Zenész családból származott. Szülei id. Fasang Árpád és Orbán Éva zenetanárok, édesapja a magyar kórusmozgalom ismert alakja volt. Három testvérének egyike Fasang Zoltán (* 1944) fuvolaművész.
1957-től a budapesti Bartók Béla Zeneművészeti Szakközépiskolában Zempléni Kornél (zongora) és Sugár Rezső (zeneszerzés) növendéke volt. 1962-től a Liszt Ferenc Zeneművészeti Főiskola zongora szakán Szegedi Ernő volt a mestere. 1969-ben szerzett kitüntetéses művész–tanári diplomát.
Hamarosan zenei tárgyú cikkeket és tanulmányokat kezdett publikálni, 1974-ig a Muzsika (folyóirat) szerkesztője volt, és egyidejűleg zenei rendező a Magyar Rádiónál. 1974 és 1977 között a finnországi jyväskyläi és oului konzervatóriumban tanított. 1977 és 1991 között az Országos Filharmónia szólistája volt.
1991 és 1994 között az UNESCO Magyar Nemzeti Bizottsága főtitkára volt. 2000 és 2004 között Magyarország nagykövete volt az UNESCO mellett. 1992-ben létrehozta a Magyar–Francia Ifjúsági Alapítványt. 1995-től 1999-ig az Európai Demokrata Fórum magyar szekciójának igazgatójaként is tevékenykedett. 2006-ban a Morus Tamás Intézet magyar szekciójának elnöke lett.
Családjában számos zenész található: édesapja Fasang Árpád karnagy, testvérei közül Fasang Zoltán fuvolaművész, Fasang János fagottművész, unokaöccse Fassang László  (Zoltán fia) orgonaművész.

## Publikációi
Magyar nyelvű publikációi mellett számos könyve és tanulmánya jelent meg franciául is.

## Elismerései
- 1995-ben a Francia Nemzeti Érdemrend lovagi fokozata
- 2001-ben a Francia Becsületrend lovagi címe